# بوئینگ ئی-۷۶۷
بوئینگ ئی-۷۶۷ (به انگلیسی: Boeing E-767) یک هواپیمای ساختِ کارخانهٔ بوئینگ دیفنس اسپیس اند سکیوریتی در کشور ایالات متحده آمریکا است. نخستین استفاده‌کنندهٔ این هواپیما نیروی هوایی ژاپن بوده‌است. این هواپیما در ۴ اکتبر ۱۹۹۴ میلادی نخستین پرواز خود را انجام داد.